# Vườn quốc gia Rokua
Vườn quốc gia Rokua (Rokuan kansallispuisto) là một vườn quốc gia ở tỉnh Oulu, Phần Lan. Vườn quốc gia này tọa lạc ở phía nam của đồi Rokuanvaara, nơi có rừng thông già.